# FK Koeban Krasnodar (1928)
FK Koeban Krasnodar (Russisch: Футбольный клуб Кубань Краснодар; Foetbolni kloeb Koeban Krasnodar) was een Russische voetbalclub uit Krasnodar.

## Geschiedenis

### Sovjet-Unie
De club werd in 1928 opgericht als Dinamo Krasnodar. In deze tijd was er nog geen georganiseerd competitievoetbal in de Sovjet-Unie en speelde de club voornamelijk vriendschappelijke wedstrijden tegen teams uit Rusland, Oekraïne en de Kaukasus. Echter ook na de start van de Sovjetcompetitie in 1936 speelde de club nog op regionaal niveau. In 1948 werden ze kampioen van de Russische SFSR en promoveerde zo naar de tweede klasse van de Sovjet-Unie. De club eindigde op een derde plaats, maar door herstructurering van de competitie belandden ze terug in de Russische competitie. In 1953 werd de naam Neftjanik aangenomen en een jaar later speelde de club opnieuw in de tweede klasse. De resultaten gingen jaar na jaar in stijgende lijn. In 1958 werd de naam Koeban aangenomen en in 1960 Spartak. In 1962 werden ze groepswinnaar en via de Russische eindronde werden ze ook kampioen, maar door een competitiehervorming mochten ze dat jaar niet promoveren naar de hoogste klasse. In 1963 werd definitief de naam Koeban aangenomen en in de tweede klasse, die nog uit één reeks bestond, eindigden ze nu tiende. De volgende jaren eindigde de club afwisselend in de subtop en de middenmoot. Ondanks een 16de plaats op 22 in 1970 werd de club toch naar de derde klasse teruggezet het volgende jaar. Na een tweede plaats in 1972 werd de club in 1973 kampioen en kon via de eindronde weer promoveren naar de tweede klasse. Na twee seizoenen lagere middenmoot volgde in 1976 de degradatie. Na één seizoen keerde de club terug en werd meteen zesde. In 1979 werden ze zelfs vicekampioen achter Karpaty Lvov en promoveerde zo voor het eerst naar de Top Liga.
In het eerste seizoen speelde de club tegen de degradatie. Op de laatste speeldag stonden Koeban, Dinamo Moskou, Pachtakor Tasjkent en Karpaty Lvov samen op een degradatieplaats met 26 punten, met net daaronder nog Lokomotiv Moskou. Dinamo en Koeban wonnen waardoor ze een degradatie konden afwenden. In 1981 waren ze al voor het einde van de competitie zeker van het behoud en eindigden ze dertiende. Hun beste prestatie ooit, tot dan toe. In 1982 stond de degradatie al vast op de laatste speeldag. Koeban moest tegen Neftçi Bakoe spelen dat twee punten meer had, maar daardoor Neftçi meer gewonnen wedstrijden had zou deze club het halen in geval dat Koeban nog op gelijke hoogte zou komen. Koeban won met 2-3 en had een beter doelsaldo, maar moest na drie seizoenen terug naar het vagevuur. Na een plaats in de middenmoot eindigde de club in 1984 op een gedeelde derde plaats. Nadat de club het volgende seizoen net boven de degradatiezone eindigde kon de club deze in 1986 niet meer vermijden. De club was dit jaar ook slachtoffer van de competitieformule. Om het voetbal aantrekkelijker te maken was al enkele jaren de regel dat clubs slechts voor twaalf wedstrijden die ze gelijk speelden punten kregen en daarna niet meer. Volgens de huidige voetbalregels zou de club boven Pachtakor Tasjkent en Kotajk Abovjan geëindigd zijn, maar nu telden de teams even veel punten en trok Koeban aan het kortste eind. In de derde klasse kon de club wel kampioen worden en dwong daarna de promotie af in de eindronde, voor Nistru Kisjinev en Neftjanik Fergana. Bij de terugkeer vocht de club opnieuw tegen de degradatie en kon pas op de laatste speeldag het behoud veilig stellen, ten koste van Zarja Vorosjilovgrad. Ook de volgende twee seizoenen werd de club negentiende. In 1990 werd de club van degradatie gespaard omdat enkel de laatste in het klassement degradeerde. Het volgende seizoen werd de club voorlaatste en degradeerde nu wel. Door het uiteenvallen van de Sovjet-Unie ging de degradatie niet door en ging de club van start in de nieuwe Russische competitie.

### Rusland
Doordat vele clubs in de twee hoogste afdelingen uit de inmiddels onafhankelijke Sovjetrepublieken kwamen, waren er veel plaatsen vrij in de nieuwe Russische hoogste klasse. In plaats van degradatie naar de derde klasse bevond de club zich plots in de nieuwe hoogste klasse. Het niveauverschil was echter vrij groot en de club degradeerde meteen uit de Premjer-Liga. Na één seizoen in de middenmoot werden de drie tweede klasse die er waren samengevoegd en moest de club in 1994 zelfs van start gaan in de derde klasse. De club ging vol voor de promotie, maar zakte aan het einde van het seizoen weg naar een zesde plaats. In 1995 werd de club wel vicekampioen achter Spartak Naltsjik en kon meteen weer promoveren. Na een plaats in de beter middenmoot ging het bergaf, tot een degradatie volgde in 1998.
De club werd autoritair kampioen in de derde klasse, maar in de eindronde om promotie, verloren ze van Lada Togliatti. In 2000 werden ze opnieuw kampioen en dat met 99 punten uit 38 wedstrijden. SKA Rostov telde één puntje minder. In de play-offs won de club van Svetotechnika Saransk en promoveerde. Bij de terugkeer in de tweede klasse eindigde de club meteen op een derde plaats. Nadat de club in 2002 vierde eindigde streed de club in 2003 volop mee voor de titel. Amkar Perm, Terek Grozny en Koeban maakten nog kans op de titel. In een rechtstreekse confrontatie vochten Koeban en Terek om de titel en de promotie. Door het gelijkspel promoveerde Koeban, maar moest wel de titel aan Amkar Perm laten, dat wel kon winnen.
Bij de terugkeer in de hoogste klasse streed de club het hele seizoen tegen de degradatie. De laatste twee wedstrijden werden dan wel gewonnen waardoor de club nog op gelijke hoogte kwam met Alanija Vladikavkaz, maar doordat deze club een wedstrijd meer gewonnen had, stond de degradatie toch één speeldag voor het einde vast.
Na een plaats in de subtop deed de club in 2006 weer mee voor de titel en stond op de voorlaatste speeldag aan de leiding en het lot besliste dat de club opnieuw met rechtstreekse concurrent FK Chimki op de laatste speeldag om de titel vocht. Chimki won en werd kampioen, maar Koeban promoveerde evenzeer. Ook in 2007 bleef het lot van de club tot op de laatste speeldag onzeker en hing af van het resultaat van Spartak Naltsjik. Koeban won tegen Lokomotiv Moskou, maar ook Naltsjik won en Koeban werd meteen terug naar de tweede klasse verwezen.
Het volgende seizoen eindigde de club met ruime achterstand op FK Rostov, maar met acht punten voorsprong op de nummer drie als vicekampioen en promoveerde opnieuw. Echter kon de club opnieuw het behoud niet verzekeren in 2009 en degradeerde opnieuw. De club kwam nu oog in oog te staan met FK Krasnodar, dat nog maar twee jaar eerder opgericht was. Ook in 2010 kon de club de promotie binnenhalen en dit als kampioen met negen punten voorsprong op Volga Nizjni Novgorod. Door licentieproblemen met andere clubs promoveerde ook de stadsrivaal FK, ondanks dat ze slechts vijfde eindigden. Hierdoor speelden voor het eerst sinds de Russische onafhankelijkheid twee clubs uit eenzelfde stad, buiten de hoofdstad Moskou, in de hoogste klasse.
Doordat de Russische competitie omgevormd werd naar een Europees model zomer-lente in plaats van lente-herfst was het volgende seizoen een extra lang. Na dertig speeldagen speelde de top 8 nog veertien wedstrijden voor de titel en deze keer kon Koeban niet alleen het behoud verzekeren maar eindigde de club ook zesde waardoor ze voor de tweede fase geplaatst waren. Ook in de play-offs kon de club de zesde plaats veiligstellen. Ook had de club gemiddeld het hoogste aantal toeschouwers van de competitie. In 2013 werd de club vijfde en plaatste zich hierdoor voor het eerst voor de Europa League. In de Europa League behaalde de club de groepsfase, met onder meer Valencia, maar kon deze niet overleven.
Na twee seizoenen in de middenmoot volgde in 2016 opnieuw de degradatie. Stadsrivaal FK Krasnodar heeft intussen de fakkel van beste club van de stad overgenomen en speelde in 2016-17 voor het derde seizoen op rij Europees voetbal. In 2018 ging de club failliet.

## Erelijst
- RSFSR-kampioen

1948, 1962, 1973, 1987

## In Europa
Uitslagen vanuit gezichtspunt FK Koeban Krasnodar
| Seizoen                                                    | Competitie    | Ronde        | Land                 | Club            | Totaalscore | 1e W    | 2e W    | PUC |
| ---------------------------------------------------------- | ------------- | ------------ | -------------------- | --------------- | ----------- | ------- | ------- | --- |
| 2013/14                                                    | Europa League | 3Q           | Vlag van Schotland   | Motherwell FC   | 3-0         | 2-0 (U) | 1-0 (T) | 9.0 |
|                                                            |               | PO           | Vlag van Nederland   | Feyenoord       | 3-1         | 1-0 (T) | 2-1 (U) | 9.0 |
|                                                            |               | Groep A      | Vlag van Spanje      | Valencia CF     | 1-3         | 0-2 (T) | 1-1 (U) | 9.0 |
|                                                            |               | Groep A      | Vlag van Engeland    | Swansea City    | 2-2         | 1-1 (U) | 1-1 (T) | 9.0 |
|                                                            |               | Groep A (3e) | Vlag van Zwitserland | FC Sankt Gallen | 4-2         | 0-2 (U) | 4-0 (T) | 9.0 |
| Totaal aantal behaalde punten voor UEFA-coëfficiënten: 9.0 |               |              |                      |                 |             |         |         |     |

## Bekende (oud-)spelers
- Haruna Babangida
- Džemal Berberović
- Artjom Fidler
- Aleksei Ionov

- Renat Janbajev
- Sani Kaita
- František Kubík
- Igor Lolo

- Stanislav Namașco
- Marco Né
- Aras Özbiliz
- Toni Šunjić